# Megan Is Missing
A Megan is Missing (szó szerinti jelentése magyarul: Eltűnt Megan) 2011-es amerikai horrorfilm, amelyet Michael Goi rendezett. A film a címadó lányról, Megan Stewart-ról (Rachel Quinn) szól, aki eltűnt, miután találkozott egy fiúval, akivel az interneten beszélgetett. Barátnője, Amy Herman (Amber Perkins) pedig nyomozást indít.
Eredetileg egy alacsony költségvetésű, független film volt, amelyet 30-35.000 dollárból forgattak. 2011-ben az Anchor Bay Entertainment limitált ideig megjelentette a mozikban.
A film nagyon botrányosnak számított bemutatója idején. Új-Zélandon betiltották, a kritikusoktól pedig kemény kritikákat kapott az erőszak és a film főszereplőinek túlszexualizálása miatt.
Goi 10 nap alatt írta meg a forgatókönyvet, és egy hét alatt készítette el a filmet. A tartalom miatt megkérte a fiatal színészek szüleit, hogy legyenek ott a forgatáson, hogy tudják, miben vesznek részt a gyermekeik.
A film 2020-ban népszerűséget ért el, miután klipeket töltöttek fel belőle a TikTok nevű videomegosztó oldalra. Goi később figyelmeztetést jelentetett meg a nézőknek, miután többen "nyomasztónak" nevezték. 
Az Entertainment Weekly "2011 legijesztőbb horrorfilmjének" nevezte. A film a hatodik helyet szerezte meg a "DEG Watched at Home Top 20"-as listán.

## Cselekmény
A film 2007-ben játszódik. Megan Stewart egy 14 éves lány, aki népszerű az iskolában. Otthoni élete azonban kevésbé jó, ugyanis anyja bántalmazza őt, Megan pedig kábítószer-függő lesz.
Barátnője Amy Herman, egy számkivetett, akinek nehezen megy a tinédzserré válás. Ő ugyan megfelelő otthoni életet él, de a bántalmazás áldozata. Imádja a plüssmackókat, és nővéri kapcsolata van Megannel.
Amy tizennegyedik születésnapját ünnepli, így Megan meghívja őt egy buliba. Aznap éjjel Amy lerészegedik, és megverik, amikor nem szeretne szexelni az egyik fiúval.
Megan videónaplójában elmeséli az életét, amelyben felfedi, hogy nem ismeri a biológiai apját, illetve a mostohaapja börtönben van, mivel megerőszakolta Megant, amikor ő kilenc éves volt. Azt is felfedi Amynek, hogy azért nem jön ki az anyjával, mivel ő sosem bocsátja meg Megannek, hogy feladta a rendőrségen a mostohaapját. Ezután a videó befejeződik.
Megan elkezd egy Josh nevű fiúval beszélgetni a webkamerán keresztül. Miután Josh nem jelenik meg egy bulin, Megan haragudni kezd rá. Josh kijelenti, hogy szégyenlős. Amy úgy érzi, hogy kihagyták őt, ezért Megan bemutatja Amyt Josh-nak. Ezután Megan megegyezik Josh-sal, hogy találkozzanak egy étkezdében. 2007. január 15.-én eltűnik, a hatóságok pedig azt feltételezik, hogy megszökött otthonról. Amy ezután nyomozást indít, hogy megtalálja őt, többek között Josh-sal is beszél.
Miután az étkezde biztonsági kamerája felvette Megan elrablását, Amy bejelenti Josh-t a rendőrségen.
Három héttel Megan eltűnése után Amy kimegy egy öreg híd alatti búvóhelyre, és rögzíteni kezdi a videónaplóját. Pont a videó befejezése előtt valaki elrabolta őt is. Így Amy is eltűnt.
Josh egy pincébe zárta Amy-t, ahol brutálisan bánik vele. Felfedi, hogy megölte Megant, a holttestét pedig egy hordóba zárta. Megparancsolja Amy-nek, hogy bújjon a hordóba, majd rázárja a fedelét.
Ezután Josh elássa a hordót egy erdőben, majd elsétál.
A film azzal zárul, hogy Megan és Amy a jövőjükről beszélgetnek.

## Szereplők
- Amber Perkins - Amy Herman
- Rachel Quinn - Megan Stewart
- Dean Waite - Josh
- Jael Elizabeth Steinmeyer - Lexie
- Kara Wang - Kathy
- Brittany Hingle - Chelsea
- Carolina Sabate - Angie
- Trigve Hagen - Gideon
- Curtis Wingfield - Ben
- April Stewart - Joyce Stewart
- Reyver Huante - Bill Herman
- Tammy Klein - Louise Herman
- Lauren Leah Mitchell - Callie Daniels
- Kevin Morris - Simonelli nyomozó

## Gyártás
A Megan is Missing színészeinek nagy része vagy tapasztalatlanok voltak, vagy először játszottak. Ez szándékos volt, ugyanis Goi azt akarta, hogy ismeretlen színészek játsszanak a filmben, a "valóságérzet" miatt. Quinn, aki azelőtt csak reklámokban, ipari videókban és diákfilmekben játszott, kapta meg Megan Stewart szerepét. Perkins, aki korábban csak háttérember volt televíziós sorozatokban és reklámokban, kapta meg Amy Herman szerepét. Ez volt az első filmszerepe. A gazfickó, Josh szerepét Dean Waite ausztrál színész kapta meg.
A film nagyon alacsony költségvetésből készült. Goi saját pénzéből finanszírozta a filmet, ugyanis úgy gondolta, hogy nem fogják támogatni a filmet az erőszakos forgatókönyv miatt.
A Megan is Missing-et mindössze egy öt emberből álló csapat forgatta, 35.000 dolláros költségvetésből. A filmet "fénytechnika és professzionális hangrögzítő technika nélkül készítették, hogy a hangulata "nyers" és "valóságos" legyen. A színészek nagy része serdülőkorú volt, így Goi arra kérte a szüleiket, hogy legyenek ott a forgatáson.

## Fogadtatás
A vélemények megoszlottak a filmről. A The Leaf-Chronicle kritikusa a Parajelenségek filmsorozathoz és az Idegleléshez hasonlította, és pozitívan értékelte a történetet. Az Oklahoma Gazette kritikusa, Rod Lott negatívan nyilatkozott mind Megan karakteréről, mind a többi színészről.
A Beyond Hollywood és a DVD Verdict szintén negatív kritikákkal illették. A Beyond Hollywood "nagyon kiábrándítónak" nevezte, a DVD Verdict pedig azt állította, hogy "bárcsak hiányzott volna a lemez a dobozból". A HorrorNews.net pozitív kritikát közölt, szerintük "nagyon működik" a film, de véleményük szerint az utolsó 22 perc "már túl sok volt".
Az IMDb-n 4.6 pontot ért el a tízből.

## Folytatás
Pár évvel megjelenése után, egy mexikói cég megkérte Goi-t, hogy készítsen egy spanyol nyelvű változatot, mexikói színészekkel. Goi elutasította az ajánlatot, mivel nem szeretett volna visszatérni a sötét témához. Azonban elmondta, hogy már gondolkozott a folytatáson, de nem tudja, hogyan álljon hozzá.